# 九州大学大学院法学研究院・大学院法学府・法学部
九州大学大学院法学研究院（きゅうしゅうだいがくだいがくいんほうがくけんきゅういん、英称:Faculty of Law）は、九州大学大学院に設置される研究科以外の研究組織の一つであり教員が所属する。九州大学大学院法学府（きゅうしゅうだいがくだいがくいんほうがくふ、英称:Graduate School for Law）は、九州大学大学院に設置される研究科以外の教育組織の一つであり大学院生が所属する。九州大学法学部（きゅうしゅうだいがくほうがくぶ、英称: Faculty of Law）は、九州大学に設置される学部の一つである。

## 概要
1924年に美濃部達吉を初代学部長にして設立された九州帝国大学法文学部法科を前身とし、1949年に法文学部から独立して九州大学法学部及び大学院法学研究科が成立した。
2000年に設置された大学院法学研究院は、教員が所属する研究組織であり、基礎法学部門、公法・社会法学部門、民刑事法学部門、国際関係法学部門、政治学部門、実務法学部門の6部門が置かれている。大学院法学府及び法学部は、それぞれ大学院生及び学部生が所属する教育組織である。

## 沿革
- 1924年 - 九州帝国大学法文学部法科を設立[1][2]。初代学部長は美濃部達吉[1]。
- 1930年 - 法律専攻と政治専攻を分離[1]。
- 1949年 - 法文学部から独立して九州大学法学部、九州大学大学院法学研究科が成立[2]。
- 1975年 - 法学部同窓会を設立[1]。
- 2000年 - 大学院法学研究院を設置するとともに、大学院法学研究科を大学院法学府と改称[1]。
- 2018年 -　法学部、大学院法学研究院、大学院法学府を箱崎地区（福岡市東区）から伊都地区（福岡市西区）へ移転。なお、法科大学院は六本松421内（福岡市中央区）に移転。

## 学部
- 入学定員200名[3]

## 司法試験合格率
九州大学法科大学院は、司法試験合格率55.37%、全法科大学院中、第15位（平成17年-平成29年）。
令和2年度司法試験では、合格率46.67%、全法科大学院中、第9位となった。

## 著名な出身者

### 政治
- 広瀬正雄 - 元郵政大臣、元衆議院議員、元日田市長
- 鬼木誠 - 衆議院議員、元防衛副大臣、元内閣府副大臣、元衆議院安全保障委員長
- 岩田和親 - 衆議院議員、元経済産業副大臣、元内閣府副大臣
- 吉田宣弘 - 衆議院議員、元経済産業大臣政務官、元内閣府大臣政務官、元復興大臣政務官
- 高良鉄美 - 参議院議員、琉球大学名誉教授
- 大島多蔵 - 元衆議院議員
- 甲斐政治 - 元衆議院議員、元日本民間放送連盟事務局長
- 梶川静雄 - 元衆議院議員
- 柏正男 - 元衆議院議員
- 嶋崎譲 - 元衆議院議員、元九州大学教授
- 田中織之進 - 元衆議院議員、元部落解放同盟書記長
- 楢崎弥之助 - 元衆議院議員、元社会民主連合副代表
- 山本政弘 - 元衆議院議員、元日本社会党副委員長
- 赤沢与仁 - 元参議院議員
- 竹内潔 - 元参議院議員、元法務政務次官
- 吉村洋文 - 大阪府知事、元大阪市長、元衆議院議員
- 荒巻禎一 - 元京都府知事、元全国知事会副会長
- 西尾愛治 - 元鳥取県知事
- 三木行治 - 元岡山県知事、元厚生省公衆衛生局長
- 上定昭仁 - 松江市長、元日本政策投資銀行松江事務所長
- 大西一史 - 熊本市長
- 塩川秀敏 - 宮若市長
- 高島宗一郎 - 福岡市長、元九州朝日放送アナウンサー
- 永山由高 - 日置市長、九州地域間連携推進機構代表取締役
- 村上大祐 - 嬉野市長
- 亀田博 - 元下関市長、元徳島県副知事
- 小山達生 - 元福津市長、元福岡県議会議長
- 佐藤陽一 - 元日田市長
- 白井博文 - 元山陽小野田市長、元大阪高等裁判所判事
- 田上富久 - 元長崎市長
- 槇田献太郎 - 元鳴門市長
- 山崎広太郎 - 元福岡市長、元衆議院議員
- 吉次邦夫 - 元諫早市長
- 李坰鎬 - 元大韓民国保健社会部長官、元大韓民国国会議員
- 厳敏永 - 元大韓民国内務部長官、元大韓民国国会議員、元駐日大韓民国大使
- 金東祚 - 元大韓民国外務部長官、元駐米大韓民国大使、元駐日大韓民国大使
- 金裕澤 - 元大韓民国副首相、元大韓民国経済企画院長、元大韓民国財務部長官、元大韓民国国会議員、元韓国銀行総裁、元駐日大韓民国代表部首席代表
- 全禮鎔 - 元大韓民国建設部長官、元韓国銀行総裁
- 黄鍾律 - 元大韓民国財務部長官、元大韓民国逓信部長官、元大韓民国国会議員、元大韓民国忠清北道知事
- 白南檍 - 元大韓民国国会議員
- 周隆庠 - 元汪兆銘政権行政院秘書長

### 行政
- 古川貞二郎 - 元内閣官房副長官、元厚生事務次官
- 小野吉郎 - 元郵政事務次官、元NHK会長
- 首藤堯 - 元自治事務次官、元公営企業金融公庫総裁
- 高石邦男 - 元文部事務次官
- 富田邦敬 - 元内閣衛星情報センター次長
- 竹林義久 - 元内閣府大臣官房審議官、元内閣府沖縄総合事務局長
- 橋口典央 - 元内閣官房内閣審議官兼行政改革推進室長、元総務省行政管理局長
- 岩崎四郎 - 元法務省名古屋矯正管区長
- 松尾秀明 - 在セブ日本国総領事館総領事
- 前畑安宏 - 元文部省生涯教育局長、元文部省高等教育局長
- 大山真未 - 元文部科学省科学技術・学術政策研究所長、元文部科学省国際統括官
- 花澤武夫 - 元労働省東京労働基準局長
- 伍藤忠春 - 元厚生労働省雇用均等・児童家庭局長、日本製薬工業協会理事長
- 梅田春実 - 元国土交通省鉄道局長、元日本旅行業協会理事長
- 馬場耕一 - 元国土交通省海事局次長、元鉄道建設・運輸施設整備支援機構代表理事
- 田代和彦 - 元郵政省郵政大学校長
- 城戸謙憲 - 元防衛省防衛監察本部副監察監
- 柴尾浩朗 - 元防衛省防衛医科大学校副校長
- 廣瀬律子 - 防衛省大臣官房政策立案総括審議官
- 谷福丸 - 元衆議院事務総長、元国土緑化推進機構副理事長
- 知野虎雄 - 元衆議院事務総長、元会計検査院長
- 立石暁 - 元長崎県副知事
- 布袋嘉之 - 元鹿児島県副知事
- 西憲一郎 - 元福岡市助役
- 植木とみ子 - 元福岡市教育長、元長崎大学助教授
- アサド・マジード・カーン - パキスタン外務次官、元駐米パキスタン大使、元駐日パキスタン大使
- ヤツェク・イズィドルチク - 元駐日ポーランド大使、ウッチ大学教授

### 法曹
- 谷口正孝 - 元最高裁判所判事、元東京地方裁判所長
- 桜井龍子 - 元最高裁判所判事、元労働省女性局長
- 吉戒修一 - 元東京高等裁判所長官、元大阪高等裁判所長官、元法務省人権擁護局長
- 井上弘通 - 元大阪高等裁判所長官、元内閣府再就職等監視委員会委員長
- 佐々木史朗 - 元福岡高等裁判所長官、元札幌高等裁判所長官
- 清永利亮 - 元東京高等裁判所部総括判事
- 高木俊夫 - 元東京高等裁判所部総括判事
- 丹宗朝子 - 元東京高等裁判所部総括判事、元浦和地方裁判所長
- 藤野英一 - 元東京高等裁判所部総括判事
- 鹿野伸二 - 元さいたま家庭裁判所長、元名古屋高等裁判所部総括判事、元名古屋家庭裁判所長
- 草野芳郎 - 元広島高等裁判所部総括判事、元学習院大学教授、日本インドネシア法律家協会理事長
- 池田憲義 - 元福岡高等裁判所部総括判事、元鹿児島地方裁判所長
- 亀川清長 - 元那覇地方裁判所長
- 岸和田羊一 - 元福岡家庭裁判所長、元福岡高等裁判所部総括判事
- 齋藤次郎 - 元福岡高等裁判所部総括判事
- 永松健幹 - 元福岡地方裁判所長、元福岡高等裁判所部総括判事
- 熊本典道 - 元東京地方裁判所判事補、袴田事件陪席
- 宮本康昭 - 元東京地方裁判所判事補、弁護士、元東京経済大学教授
- 原田晃治 - 元法務省大臣官房審議官、元東京地方裁判所判事
- 堂薗幹一郎 - 元法務省大臣官房審議官
- 中村孝 - 大阪高等検察庁検事長、元仙台高等検察庁検事長、元最高検察庁刑事部長
- 上野友慈 - 元大阪高等検察庁検事長、元札幌高等検察庁検事長、元最高検察庁公安部長
- 敷田稔 - 元名古屋高等検察庁検事長、元広島高等検察庁検事長、元法務省矯正局長
- 松永栄治 - 元名古屋高等検察庁検事長、元広島高等検察庁検事長、元法務省法務総合研究所長
- 大島忠郁 - 元大阪地方検察庁検事正、元京都地方検察庁検事正
- 門上千恵子 - 日本初の女性検事、元東京地方検察庁検事、弁護士
- 河瀬由美子 - 元名古屋地方検察庁検事正、元最高検察庁総務部長
- 佐久間佳枝 - 最高検察庁検事、法務省司法試験委員会委員、元山形地方検察庁検事正
- 藤井英男 - 弁護士、元日本弁護士連合会会長、元東京弁護士会会長
- 池田眞規 - 弁護士、元日本反核法律家協会会長
- 木山義朗 - 弁護士、元日本弁護士連合会副会長、元鹿児島大学教授
- 堤雄史 - 弁護士、TNY国際法律事務所共同代表
- 寺前隆 - 弁護士、元日本弁護士連合会副会長、元第一東京弁護士会会長
- 堀内仁 - 弁護士、元大東文化大学教授
- 森雅美 - 弁護士、元九州弁護士会連合会理事長、元鹿児島県弁護士会会長
- 末冨純子 - 弁護士、ニューヨーク州弁護士

### 経済
- 青木誠 - 元日本トランスオーシャン航空社長
- 青崎済 - 元日本製粉社長
- 安藤英徳 - 元豊和銀行頭取
- 猪山英徳 - 元東洋酸素社長、元三菱信託銀行取締役
- 衛藤博啓 - 元みずほ信託銀行社長
- 榎徹 - 元大分フットボールクラブ社長、Jリーグ理事
- 遠藤修 - 元三井生命保険会長、元SMBCフレンド証券社長、元三井住友銀行副頭取
- 大村武彦 - 元西日本銀行会長
- 岡庭博 - 元三光汽船会長
- 岡部正彦 - 元日本通運社長、元日本物流団体連合会会長
- 尾崎仙次 - 元B-R サーティワン アイスクリーム社長
- 小田原智一 - 元福岡空港ビルディング社長、元福岡証券取引所理事長
- 苅田知英 - 元中国電力社長、元中国経済連合会会長
- 来島達夫 - 元西日本旅客鉄道社長
- 北嶋信顕 - 元ユーシーカード元社長、元日本クレジットカード協会会長
- 工藤健二 - 元日本原燃社長
- 工藤冲 - 元野村不動産社長
- 近藤秋男 - 元全日本空輸社長、元日本航空協会会長
- 佐藤義雄 - 元住友生命保険社長、元経済同友会副代表幹事、元生命保険協会会長
- 白石司 - 元九電工社長、元九州電力副社長
- 園潔 - 元三菱UFJ銀行会長、元三菱UFJフィナンシャル・グループ会長、関西経済連合会副会長
- 多田公煕 - 元中国電力社長
- 長尾亜夫 - 元西日本鉄道社長
- 中垣喜彦 - 元電源開発社長、元民間外交推進協会副会長
- 中川正輔 - 元九州旅客鉄道会長、元九州電力副社長
- 成清一臣 - 元全国農業協同組合連合会理事長
- 林田浩一 - 西日本鉄道社長
- 福西清 - 元阪神電気鉄道社長
- 藤井徳夫 - イフジ産業創業者・元社長
- 古川洽次 - 元日本郵便会長、元ゆうちょ銀行会長、元三菱商事副社長
- 古川英俊 - 元SMBC信託銀行社長、元三井住友銀行副頭取
- 宮崎邦次 - 元第一勧業銀行頭取

### マスコミ
- 井原陽介 - NHKアナウンサー
- 内山俊哉 - NHKシニアアナウンサー
- 小原茂 - NHKシニアエキスパート（嘱託職）、元NHKチーフアナウンサー
- 中田整一 - 元NHKスペシャル番組部長、毎日出版文化賞、吉田茂賞、講談社ノンフィクション賞
- 藤澤義貴 - NHKアナウンサー
- 浦口直樹 - TBSテレビ営業局担当局次長
- 門垣逸夫 - 元熊本朝日放送社長、元朝日新聞社取締役
- 佐藤一段 - 元大阪新聞社長、元産業経済新聞社経済部長
- 清水晃 - 元西日本新聞社社長
- 惣郷正明 - 元朝日新聞社記者
- 馬場雄二 - 元鹿児島放送アナウンサー
- 久野浩平 - 元テレビ朝日ディレクター
- 松田朋子 - フリーアナウンサー、元熊本朝日放送アナウンサー
- 真鍋信喜 - 元信濃毎日新聞取締役論説主幹
- 山西由之 - 元TBSテレビ社長、元日本民間放送連盟会長
- 中馬祥子 - ラジオパーソナリティ

### 研究
- 相見志郎 - 経済学、同志社大学名誉教授
- 浅野直人 - 環境法、福岡大学名誉教授、元環境省中央環境審議会会長、元法務省司法試験考査委員
- 荒木誠之 - 社会保障法、九州大学名誉教授、元日本学術会議会員
- 有地亨 - 民法、九州大学名誉教授、聖心女子大学名誉教授
- 粟屋剛 - 生命倫理、岡山大学名誉教授
- 安西明子 - 民事訴訟法、上智大学教授、中央労働委員会公益委員、元成蹊大学教授、元法務省司法試験考査委員
- 安藤高行 - 憲法、九州大学名誉教授、佐賀大学名誉教授
- 池田辰夫 - 民事訴訟法、大阪大学名誉教授、元東京地方裁判所判事補、元法務省司法試験考査委員
- 石田正治 - 国際政治学、九州大学名誉教授
- 井田輝敏 - 政治学、北九州大学名誉教授、九州国際大学名誉教授
- 伊藤不二男 - 国際法、九州大学名誉教授、日本学士院賞
- 伊藤昌司 - 民事法、九州大学名誉教授、元大阪市立大学教授、元同志社大学教授
- 稲田正次 - 憲法、東京教育大学名誉教授、紫綬褒章
- 井上治典 - 民事訴訟法、元立教大学教授、元神戸大学教授、元九州大学教授、元法務省司法試験考査委員
- 井上正治 - 刑事法、九州大学名誉教授、元法務省司法試験考査委員
- 岩岡中正 - 政治学、俳人、熊本大学名誉教授、山本健吉文学賞
- 岩下明裕 - 政治学、北海道大学教授、大佛次郎論壇賞
- 犬童一男 - 政治学、神戸大学名誉教授
- 上村一則 - 民法、久留米大学教授
- 江口公典 - 経済法、慶應義塾大学名誉教授、元上智大学教授、元岡山大学教授
- 大隈一武 - 経済法、元西南学院大学教授
- 大藪龍介 - 政治学、元福岡教育大学教授
- 岡直遙 - 行政法、元八幡大学教授
- 岡村堯 - ヨーロッパ法、上智大学名誉教授
- 甲斐克則 - 刑法、早稲田大学理事・教授、広島大学名誉教授
- 鹿子生浩輝 - 西洋政治思想史、東北大学教授
- 梶山純 - 商法、九州国際大学名誉教授
- 柏木駿 - 経済法、元名城大学教授
- 鹿野菜穂子 - 民法、慶應義塾大学名誉教授、内閣府消費者委員会委員長、中央労働委員会会長代行、日本消費者法学会理事長、元立命館大学教授
- 鴨良弼 - 刑事訴訟法、東北大学名誉教授、元一橋大学教授、元東京地方裁判所判事、元法務省司法試験考査委員
- 河野正輝 - 社会保障法、九州大学名誉教授、元岡山大学教授
- 河野正憲 - 民事訴訟法、元東北大学教授、名古屋大学名誉教授、元日本学術会議会員、元法務省司法試験考査委員
- 木村朗 - 政治学、鹿児島大学名誉教授
- 具島兼三郎 - 国際政治学、九州大学名誉教授、元長崎大学長
- 栗城壽夫 - 憲法、上智大学名誉教授、大阪市立大学名誉教授、元法務省司法試験考査委員
- 黒木三郎 - 民法、早稲田大学名誉教授、元日本法社会学会理事長、元日本学術会議会員
- 後藤勝喜 - 労働法、元九州国際大学学長
- 斎藤司 - 刑事訴訟法、龍谷大学教授
- 酒匂一郎 - 法哲学、九州大学名誉教授
- 笹田栄司 - 憲法、早稲田大学教授、北海道大学名誉教授、元金沢大学教授、元法務省司法試験考査委員
- 佐藤直樹 - 刑事法、九州工業大学名誉教授
- 信夫清三郎 - 政治学、名古屋大学名誉教授、元日本政治学会理事長、元日本学術会議会員
- 荘子邦雄 - 刑法、東北大学名誉教授、元北海道大学教授、元札幌学院大学長、元日本学術会議会員、元法務省法制審議会委員、元法務省司法試験考査委員、紫綬褒章
- 杉崎光世 - 民法、九州国際大学名誉教授
- 勢一智子 - 行政法、西南学院大学教授、総務省国地方係争処理委員会委員
- 高木孝詮 - 刑法、元八幡大学長
- 高平奇恵 - 刑事訴訟法、一橋大学准教授
- 竹原良文 - 政治史、九州大学名誉教授
- 田村慶子 - 政治学、北九州市立大学名誉教授
- 手島孝 - 憲法、九州大学名誉教授、元熊本県立大学長
- 中尾英俊 - 民事法、西南学院大学名誉教授
- 永尾孝雄 - 法哲学、元熊本県立大学教授
- 仁木恒夫 - 民事訴訟法、大阪大学教授
- 西川佳代 - 民事法、元横浜国立大学教授、元國學院大學教授、元中央労働委員会公益委員
- 則近憲佑 - 知的財産法、元大阪工業大学教授、元日本知的財産協会理事長
- 林田清明 - 法と経済学、北海道大学名誉教授
- 原田久 - 行政学、立教大学教授・元副総長、日本行政学会理事長、内閣府再就職等監視委員会委員
- 原田大樹 - 行政法、京都大学教授、内閣府消費者委員会委員、法務省司法試験考査委員
- 服藤弘司 - 法制史、東北大学名誉教授
- 久塚純一 - 社会保障法、早稲田大学名誉教授
- 久恒啓一 - 経営学、宮城大学名誉教授、元多摩大学副学長
- 日野田浩行 - 憲法、法政大学教授
- 平井一臣 - 政治学、鹿児島大学名誉教授
- 福井康太 - 法社会学、元大阪大学教授
- 船越栄一 - 商法、元西南学院大学長
- 松井康浩 - 国際政治学、九州大学教授
- 丸谷浩介 - 社会保障法、九州大学教授、元佐賀大学教授、日本学術会議会員
- 水波朗 - 法哲学、九州大学名誉教授
- 三井誠 - 刑事訴訟法、神戸大学名誉教授、元同志社大学教授、元法務省司法試験考査委員
- 宮副謙司 - 経営学、青山学院大学教授
- 村上裕章 - 行政法、成城大学教授、九州大学名誉教授、元北海道大学教授、元法務省司法試験考査委員
- 毛利敏彦 - 日本近代史、大阪市立大学名誉教授
- 森三十郎 - 憲法、福岡大学名誉教授
- 矢ヶ崎紀子 - 観光学、東京女子大学教授、元東洋大学教授、東武鉄道取締役、日本貨物鉄道取締役
- 柳澤武 - 労働法、名城大学教授
- 吉武博通 - 経営学、筑波大学名誉教授、元首都大学東京理事、元筑波大学理事・副学長
- 吉原節夫 - 民法、富山大学名誉教授、元高岡法科大学長
- 吉村徳重 - 民事訴訟法、九州大学名誉教授、元日本学術会議会員

### その他
- 荒谷俊治 - 元名古屋フィルハーモニー交響楽団常任指揮者、元日本指揮者協会会長
- 一ノ瀬秋久 - 元学校法人中村産業学園理事長、元九州電力常務取締役
- 各務章 - 詩人、元日本現代詩人会会長
- 河村哲夫 - 歴史家
- 剣持鷹士 - 小説家、弁護士、創元推理短編賞
- 貞永方久 - 映画監督
- 高橋渡 - 写真家、弁護士
- 長嶺超輝 - フリーライター
- 馬場昭徳 - 歌人
- 広渡敬雄 - 俳人
- 武尊 - お笑い芸人
- 山崎森 - 詩人
- 浜正雄 - 元九州・山口経済連合会副会長兼理事長
- 上妻美章 - 元日本労働組合総評議会情宣部長
- 原口幸隆 - 元日本労働組合総評議会議長、元国際労働機関理事